# Jacobson-Radikal
In der Ringtheorie, einem Zweig der Algebra, bezeichnet das Jacobson-Radikal eines Rings {\displaystyle R} ein Ideal von {\displaystyle R}, das Elemente von {\displaystyle R} enthält, die man als „nahe an Null“ betrachten kann. Das Jacobson-Radikal ist nach Nathan Jacobson benannt, der es als erster untersucht hat.

## Jacobson-Radikal von R-Moduln
Im Folgenden sei {\displaystyle R} ein Ring mit Eins und {\displaystyle M} ein R-Linksmodul.

### Definition
Der Durchschnitt aller maximalen {\displaystyle R}-Untermoduln von {\displaystyle M} wird als (Jacobson-)Radikal {\displaystyle \mathrm {Rad} _{R}(M)} (oder kurz {\displaystyle \mathrm {Rad} (M)}) bezeichnet.
Ist {\displaystyle M} endlich erzeugt, so gilt: {\displaystyle \mathrm {Rad} (M)=\{x\in M|x\ \mathrm {ist\ {\ddot {u}}berfl{\ddot {u}}ssig\ in} \ M\}}. Dabei heißt ein Element {\displaystyle x} von {\displaystyle M} überflüssig, wenn für jeden Untermodul {\displaystyle N\subset M} gilt: Aus {\displaystyle M=N+Rx} folgt bereits {\displaystyle M=N}.

### Eigenschaften
- Ist {\displaystyle M} endlich erzeugt und {\displaystyle N\subset M} ein Untermodul von {\displaystyle M} mit {\displaystyle M=N+\mathrm {Rad} (M)}, dann ist bereits {\displaystyle M=N}. Diese Eigenschaft wird auch als Lemma von Nakayama bezeichnet.
- Ist {\displaystyle M} endlich erzeugt und {\displaystyle M\not =0}, dann ist {\displaystyle \mathrm {Rad} (M)\not =M}. (Dies ist der Spezialfall {\displaystyle N=0} der vorigen Aussage.)
- {\displaystyle \mathrm {Rad} (M)=0} gilt genau dann, wenn {\displaystyle M} isomorph zu einem Untermodul eines direkten Produktes einfacher {\displaystyle R}-Moduln ist.
- {\displaystyle M} ist genau dann endlich erzeugt und halbeinfach, wenn {\displaystyle M} artinsch und {\displaystyle \mathrm {Rad} (M)=0} ist.

## Jacobson-Radikal von Ringen
Im Folgenden sei {\displaystyle R} ein Ring mit Eins.

### Definition
Das Jacobson-Radikal des Ringes {\displaystyle R} wird als das Jacobson-Radikal des {\displaystyle R}-Linksmoduls {\displaystyle R} definiert.
Es wird als {\displaystyle J(R)} notiert und durch folgende gleichwertige Bedingungen charakterisiert:
- als Durchschnitt aller maximalen Linksideale / Rechtsideale
- als Durchschnitt aller Annullatoren einfacher Links-{\displaystyle R}-Moduln / Rechts-{\displaystyle R}-Moduln
- {\displaystyle \{x\in R\mid \forall y\in R\colon 1-xy\in R^{\times }\}}
- {\displaystyle \{x\in R\mid \forall y,z\in R\colon 1-zxy\in R^{\times }\}}
- {\displaystyle \{x\in R\mid \forall z\in R\colon 1-zx\ \mathrm {ist\ linksinvertierbar} \}}

### Eigenschaften
- Der Ring {\displaystyle R} ist genau dann halbeinfach, wenn er linksartinsch und {\displaystyle J(R)=0} ist.
- Für jeden linksartinschen Ring {\displaystyle R} ist der Ring {\displaystyle R/J(R)} halbeinfach.
- Ist {\displaystyle R} linksartinsch, dann gilt für jeden {\displaystyle R}-Linksmodul {\displaystyle M}: {\displaystyle J(R)M=\mathrm {Rad} (M)}.
- {\displaystyle J(R)} ist das kleinste Ideal {\displaystyle I} von {\displaystyle R} mit der Eigenschaft, dass {\displaystyle R/I} halbeinfach ist.
- Ist {\displaystyle N} ein Nillinksideal von {\displaystyle R}, dann gilt: {\displaystyle N\subseteq J(R)}.
- Ist {\displaystyle R} linksartinsch, dann ist {\displaystyle J(R)} ein nilpotentes Ideal.
- Ist {\displaystyle R} linksartinsch, dann ist das Jacobson-Radikal gleich dem Primradikal.
- Mit dem Zornschen Lemma folgt für jeden Ring {\displaystyle R\neq \{0\}} die Existenz maximaler Ideale, für {\displaystyle R\neq \{0\}} gilt also {\displaystyle J(R)\neq R}.

### Beispiele
- Das Jacobson-Radikal eines Schiefkörpers ist {\displaystyle \{0\}}; ebenso das Jacobson-Radikal von {\displaystyle \mathbb {Z} }.
- Das Jacobson-Radikal von {\displaystyle \mathbb {Z} /24\mathbb {Z} } ist {\displaystyle 6\mathbb {Z} /24\mathbb {Z} }.
- Das Jacobson-Radikal des Rings aller oberen {\displaystyle n\times n}-Dreiecksmatrizen über einem Körper {\displaystyle K} enthält diejenigen oberen Dreiecksmatrizen, deren Diagonaleinträge verschwinden.
- Das Jacobson-Radikal jedes lokalen Rings ist sein maximales Ideal, besteht also gerade aus seinen Nicht-Einheiten.
- Das Jacobson-Radikal einer kommutativen Banachalgebra ist genau der Kern der Gelfand-Transformation.